# Alex Jürgen
Alex Jürgen (geb. 7. September 1976 in Steyr) ist in Österreich im Intersex-Bereich aktivistisch tätig. Jürgen war durch eine stattgegebene Beschwerde vor dem Verfassungsgerichtshof die erste Person in Österreich, die einen Pass und eine Geburtsurkunde mit der Geschlechtsbezeichnung „Divers“ beziehungsweise „X“ erhielt. Sein bürgerlicher Familienname ist nicht bekannt.

## Leben
In der Geburtsurkunde wurde Alex Jürgen als männlich kategorisiert, die Eltern gaben ihm den Vornamen Jürgen. Zwei Jahre später rieten Ärzte aufgrund der unausgeprägten Geschlechtsmerkmale, ihn fortan als Mädchen zu sozialisieren. Sein Vorname wurde zu Alexandra geändert und sein Penis sowie die innenliegenden Hoden entfernt. Später nahm er seinen männlichen Vornamen Jürgen und weiblichen Vornamen Alexandra und kombinierte sie zum Namen Alex Jürgen, unter dem er in der Öffentlichkeit auftritt.
Elisabeth Scharang drehte einen Dokumentarfilm über Jürgen und seinen Kampf für die Anerkennung von intergeschlechtlichen Menschen. Der Film kam 2006 unter dem Titel Tintenfischalarm in die Kinos. Alex Jürgen war damit eine der ersten Personen in Österreich, die sich öffentlich zu ihrer Intergeschlechtlichkeit bekannten.
2014 begründete Jürgen den Verein intergeschlechtlicher Menschen Österreich (VIMÖ) mit und war in diesem bis 2018 aktiv. Seitdem fungiert Jürgen als Ehrenmitglied des Vereins.
Ab 2016 kämpfte er gemeinsam mit dem Rechtsanwalt Helmut Graupner vom Rechtskomitee Lambda vor dem Verfassungsgerichtshof für einen Eintrag im Zentralen Personenstandsregister, in der Geburtsurkunde und im Reisepass unabhängig von den bisherigen Geschlechtskategorien „Mann“ und „Frau“. Im Juni 2018 bestätigte der Verfassungsgerichtshof, dass es eine dritte Option geben müsse, und berief sich dabei auf Artikel 8 der Europäischen Menschenrechtskonvention (siehe Einführung der Geschlechtsoption „divers“ in Österreich).